# Cabernet Jura

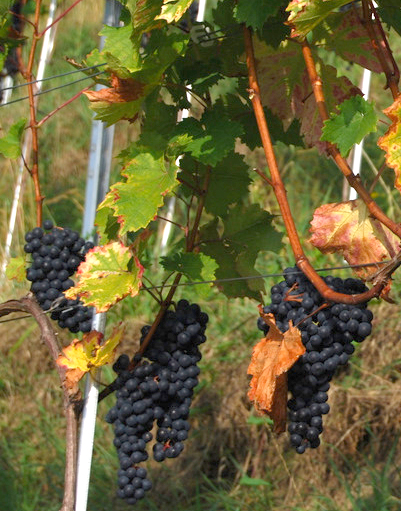
Cabernet Jura

De Cabernet Jura is een inheemse Zwitserse blauwe druivensoort, dat goed bestand is tegen ziektes. Er bestaan drie synoniemen: Cabernet Jura 5-02, Valentin Blattner 5-02 en VB 5-02.

## Geschiedenis
Dit ras is een kruising tussen de Franse druif Cabernet Sauvignon en een tot nu toe onbekende druivensoort, dat resistent is tegen ziektes. In het Duits spreken we dan van een Resistenzpartner. Zoals een van de synoniemen al weergeeft, is de naam afkomstig van de Duitse kweker Valentin Blattner.

## Kenmerken
Sterke groeier, die in de eerste twee weken van september tot volle rijpheid komt. Hierdoor is de kans op schade door nachtvorst gering. Resistent tegen de meeste bekende schimmels en ziektes, die door parasieten worden overgebracht. De wijn is diep donkerpaars gekleurd en is zeer aromatisch.

## Gebieden
Dit ras komt alleen in Zwitserland voor, verspreid over meerdere kantons met een tot nu toe bescheiden areaal: 19,2 hectare in 2009, en 25 hectare in 2010. 